# Macrostylis affinis
Macrostylis affinis is een pissebed uit de familie Macrostylidae. De wetenschappelijke naam van de soort is voor het eerst geldig gepubliceerd in 1963 door Birstein.